# Mesoacidalia appennicola
Mesoacidalia appennicola är en fjärilsart som beskrevs av Ruggero Verity 1919. Mesoacidalia appennicola ingår i släktet Mesoacidalia och familjen praktfjärilar. Inga underarter finns listade i Catalogue of Life.